# دوران دافنبورت المتسلسل
في الفيزياء والهندسة، دوران دافنبورت المتسلسل (بالإنجليزية: Davenport chained rotations)‏ يشير إلى ثلاث دورانات محلية intrinsic حول محاور محددة مثبتة بالجسم. ويُعد دوران أويلر ودوران تايت-بريان هما مثال لحالة خاصة لتحلل الدوران العام لـ دافنبورت. تسمى زوايا الدوران بـ زوايا دافنبورت، لأن دراسة المشكلة العامة المتمثلة في تحلل دوران متسلسل من ثلاثة دورانات قد تمت دراستها لأول مرة من قِبل بول ب.دافنبورت Paul B. Davenport.
يمكن تخيل نظام إحداثيات الدوران غير المتعامد على أنه متصل بشكل جيد بجسم صلب. في هذه الحالة، يطلق عليه أحيانًا نظام إحداثيات محلي local coordinate system أو نظام إحداثيات متحرك. ونظرًا لكون محاور الدوران متماسكة مع الجسم المتحرك، يمكن تقسيم الدورات المعممة إلى مجموعتين، حيث نستخدم الحروف الصغيرة x و y و z للإشارة إلى الإطار المتحرك غير المتعامد، بينما نستخدم الحروف الكبيرة X و Y و Z للإشارة إلى الإطار الثابت المتعامد:
دورات أويلر المعممة
(z-x-z, x-y-x, y-z-y, z-y-z, x-z-x, y-x-y)
دورات تايت-بريان المعممة
(x-y-z, y-z-x, z-x-y, x-z-y, z-y-x, y-x-z) .
تنتمي معظم الحالات إلى المجموعة الثانية، نظرًا لكون دوران أويلر المعمم هو حالة متدهورة يتداخل فيها المحاور الأول والثالث.

## نظرية دوران دافنبورت

محاور Davenport المحتملة للخطوتين 1 و 3 مع اعتبار Z كخطوة 2

درس دافنبورت «المشكلة العامة لتحليل الدوران إلى ثلاث حركات حول المحاور المحلية» تحت عنوان «زوايا أويلر المعممة»، ولكن في وقت لاحق قام كل من م. شوستر ول. ماركلي بتسمية هذه الزوايا «زوايا دافنبورت».
المسألة العامة هنا تتلخص في الحصول على تحلل المصفوفة للدوران بالنظر إلى المحاور الثلاثة المعروفة. وفي بعض الحالات يتكرر أحد المحاور. هذه المسألة تُعادل مشكلة تحلل المصفوفات.
أثبت دافنبورت أنه يمكن تحقيق الدوران في أي اتجاه من خلال تكوين ثلاث دورات أولية باستخدام محاور غير متعامدة. يمكن أن تحدث التدويرات الأولية إما حول محاور نظام الإحداثيات الثابتة (التدويرات الخارجية extrinsic rotations) أو حول محاور نظام الإحداثيات المحلية، والتي تتم محاذاتها مبدئيًا مع النظام الثابت وتعديل اتجاهها بعد كل دوران أولي (الدورات المحلية intrinsic rotations).
وفقًا لنظرية دافنبورت، يكون التحلل الفريد ممكنًا إذا وفقط إذا كان المحور الثاني متعامدًا على المحورين الآخرين. لذلك، يجب أن يكون المحاور 1 و 3 في المستوى المتعامد مع المحور 2.
لذلك، فإن التحلل في دورات أويلر المتسلسلة ودورات تايت-بريان المتسلسلة هي حالات خاصة لهذا التحلل الذي طرحه دافنبورت. تظهر حالة تايت-بريان عندما يكون المحوران 1 و 3 متعامدين، وتظهر حالة أويلر عندما يكونان متقاطعين.

## نظام الدوران الكامل

صورة 2: طائرة مستقرة في مستوى

يقال إن مجموعة من دورات دافنبورت كاملة إذا كانت كافية لتوليد أي دوران للفراغ عن طريق التكوين composition. عند التحدث بلغة المصفوفات، يقال أنها كاملة إذا كان بإمكانها إنشاء أي مصفوفة متعامدة للفضاء، ومُحددها +1. نظرًا لعدم قابلية تبديل ضرب المصفوفات، يجب ترتيب نظام الدوران.
في بعض الأحيان يتم فرض الترتيب من خلال هندسة المشكلة الأساسية. على سبيل المثال، عند استخدامها للمركبات، التي لها محور خاص يشير إلى الاتجاه «الأمامي»، تكون واحدة فقط من المجموعات الست الممكنة للدوران مفيدة.
التركيبة المثيرة للاهتمام هي تلك القادرة على التحكم في اتجاه الطائرة heading وارتفاعها elevation بدورة واحدة مستقلة لكل منهما.
في الرسم المجاور، يسمح تكوين الانحراف والخطوة واللف (yaw, pitch and roll YPR) بتعديل اتجاه الطائرة بالزاويتين الأوليين. تسمح التركيبة المختلفة مثل YRP بتحديد اتجاه محور الأجنحة، والذي من الواضح أنه ليس مفيدًا في معظم الحالات.

## دورات تايت-بريان المتسلسلة

المحاور الرئيسية للطائرة

دوران تايت-بريان هو حالة خاصة يكون فيها المحوران الأول والثالث متعامدين فيما بينهما. وإذا افترضنا أن الإطار المرجعي ⟨x, y, z⟩ متوافق مع ما في الصورة 2، وأن الطائرة لها محاور ⟨yaw, pitch, roll⟩ كما في الصورة 1 وتقع أفقيًا في المستوى ⟨x, y⟩ في البداية، وبعد أداء الدورانات المحلية Y ثم P ثم R (بهذا الترتيب) نحصل على شيء مماثل للصورة 3 .
في البداية:

زوايا الاتجاه والارتفاع والانحراف Heading, elevation and bank angles بعد دوران الانحراف والميل واللف yaw, pitch and roll rotations (Z-Y'-X)

- يقع محور لف الطائرة roll axis على المحور x للإطار المرجعي
- يقع محور ميل الطائرة pitch axis على المحور y للإطار المرجعي
- يقع محور انحراف الطائرة yaw axis على المحور z للإطار المرجعي

يتم تطبيق الدورانات بالترتيب (انحراف - ميل - لف). في هذه الحالة، سيكون الاتجاه (الزاوية على المستوى الأفقي) مساويًا للانحراف المطبق، وسيكون الارتفاع مساويًا للميل.
تعبيرات المصفوفة لدورات تايت-بريان الثلاثة في 3 أبعاد هي:
{\displaystyle {\begin{aligned}\\R_{x}(\phi )=\mathrm {Roll} (\phi )&={\begin{bmatrix}1&0&0\\0&\cos \phi &-\sin \phi \\0&\sin \phi &\cos \phi \end{bmatrix}}\\R_{y}(\theta )=\mathrm {Pitch} (\theta )&={\begin{bmatrix}\cos \theta &0&\sin \theta \\0&1&0\\-\sin \theta &0&\cos \theta \end{bmatrix}}\\R_{z}(\psi )=\mathrm {Yaw} (\psi )&={\begin{bmatrix}\cos \psi &-\sin \psi &0\\\sin \psi &\cos \psi &0\\0&0&1\end{bmatrix}}.\end{aligned}}}
مصفوفة الدورات المركبة هي
{\displaystyle {\begin{aligned}M&=\mathrm {Yaw} (\psi )\,\mathrm {Pitch} (\theta )\,\mathrm {Roll} (\phi )\\&=R_{z}(\psi )R_{y}(\theta )R_{x}(\phi ).\end{aligned}}}
من بين التوليفات الست الممكنة للانحراف والميل واللف، فإن هذا المزيج هو الوحيد الذي يكون فيه الاتجاه (اتجاه محور اللف) مساويًا لإحدى الدورات (الانحراف) والارتفاع (زاوية محور اللف مع المستوى الأفقي) يساوي الدورات الأخرى (إلى الميل).

## دوران أويلر المتسلسل

وضع بدء الطائرة لتطبيق زوايا أويلر المناسبة

تظهر دورانات أويلر كحالة خاصة يتداخل فيها محورا الدوران الأول والثالث. ترتبط دورات أويلر هذه بزوايا أويلر المناسبة، والتي كان يُعتقد أنها تدرس حركة جسم صلب مثل كوكب. عادة ما تسمى الزاوية لتحديد اتجاه محور اللف «خط طول محور الدوران longitude of the revolution axis» أو «خط طول خط العقد longitude of the line of nodes» بدلاً من «الاتجاه heading»، وهو ما ليس له معنى بالنسبة للكوكب.
على أي حال، لا يزال من الممكن استخدام دورانات أويلر عند التحدث عن مركبة، على الرغم من أنه سيكون لها سلوك غريب. نظرًا لأن المحور الرأسي هو أصل الزوايا، فإنه يُطلق عليه اسم «الميل inclination» بدلاً من «الارتفاع elevation». كما هو الحال من قبل، عند وصف مركبة، يوجد محور يُنظر إليه على أنه يشير إلى الأمام، وبالتالي لن يكون مفيدًا سوى واحد فقط من بين المجموعات الممكنة للدوران.
تعتمد التوليفات على كيفية تحديد المحور وعلى الموضع الأولي للمركبة. باستخدام الحالة الموضحة في الرسم، والتوليف بين الدورانات بطريقة تتكرر فيها المحور، سيسمح فقط الترتيب (لف - ميل - لف) (roll–pitch–roll) بالتحكم في خط الطول والميل longitude and the inclination بدورة واحدة لكل منهما.
المصفوفات الثلاث التي يجب ضربها هي:
{\displaystyle {\begin{aligned}R_{z}(\phi )=\mathrm {Roll} _{1}(\phi )&={\begin{bmatrix}\cos \phi &-\sin \phi &0\\\sin \phi &\cos \phi &0\\0&0&1\end{bmatrix}}\\R_{y}(\theta )=\mathrm {Pitch} (\theta )&={\begin{bmatrix}\cos \theta &0&\sin \theta \\0&1&0\\-\sin \theta &0&\cos \theta \end{bmatrix}}\\R_{z}(\psi )=\mathrm {Roll} _{2}(\psi )&={\begin{bmatrix}\cos \psi &-\sin \psi &0\\\sin \psi &\cos \psi &0\\0&0&1\end{bmatrix}}.\end{aligned}}}
في هذا السياق، Roll 1 يمثل «الاتجاه»، وPitch هي «الميل inclination» (مكمل للارتفاع)، وRoll 2 تمثل "tilt".

## التحويل لدورانات خارجية

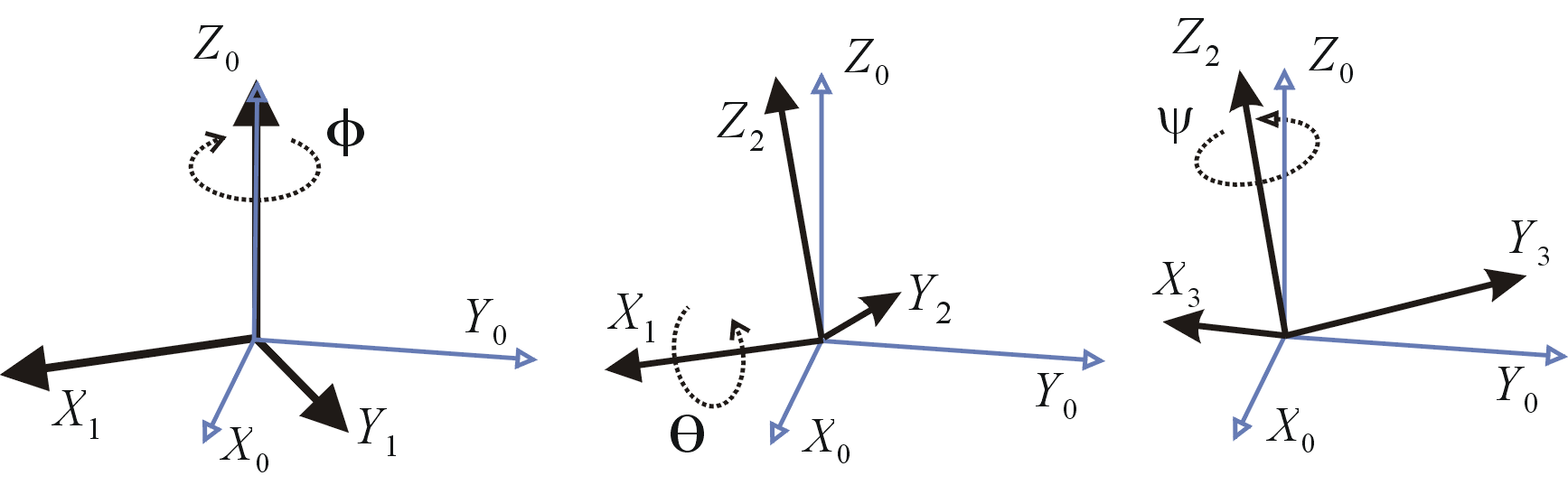
دوران يمثله زوايا أويلر (α ، β ، γ) = (60 درجة ، 30 درجة ، 45 درجة) ، باستخدام z-x'-z دوران محلي

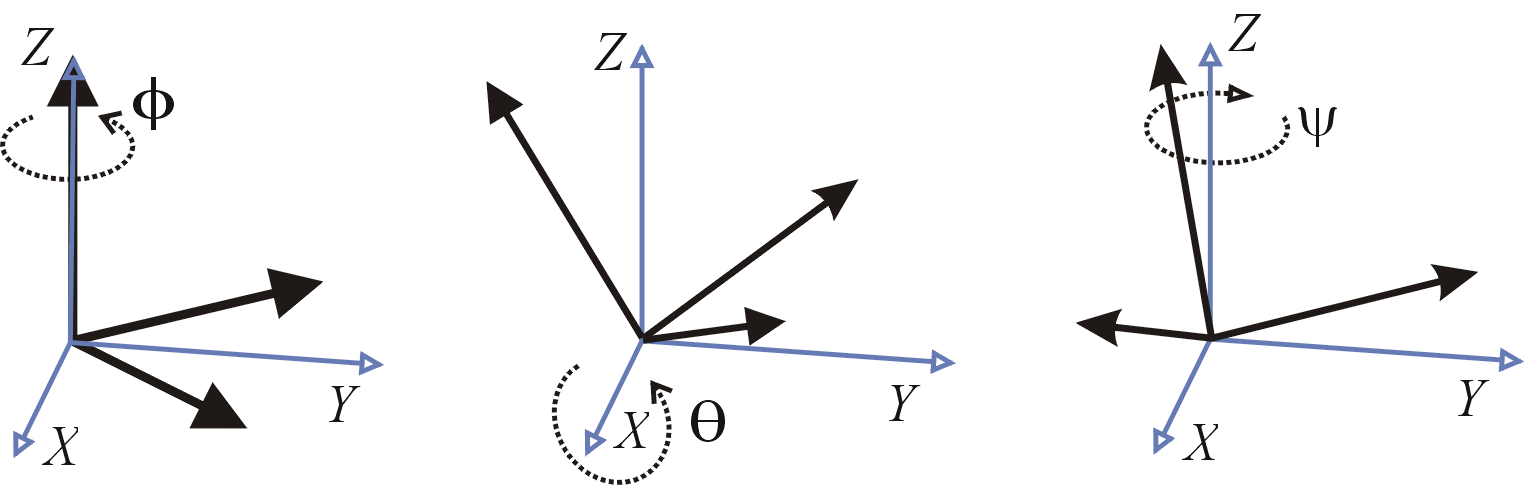
نفس الدوران الذي يمثله (γ ، β ، α) = (45 درجة ، 30 درجة ، 60 درجة) ، باستخدام دوران خارجي zxz

عادة ما يتم دراسة دورانات دافنبورت كتكوين دوران محلي، بسبب أهمية المحاور المثبتة بالجسم المتحرك، ولكن يمكن تحويلها إلى تركيبة دورانات خارجية، في حال كان من الممكن أن تكون أكثر بديهية.
أي دوران خارجي يكافئ دورانًا محليًا بنفس الزوايا ولكن بترتيب معكوس للدورات الأولية والعكس صحيح. على سبيل المثال، الدورانات المحلية x ثم y’ ثم z″ بزوايا α ثم β ثم γ (على الترتيب) تعادل الدورانات الخارجية Z ثم Y ثم X بزوايا γ ثم β ثم α (عبى الترتيب). يتم تمثيل كلاهما بواسطة مصفوفة
{\displaystyle R=X(\alpha )Y(\beta )Z(\gamma )}
إذا تم استخدام R في الضرب المسبق pre-multiply لمصفوفة العمود column vector، وبواسطة مصفوفة
{\displaystyle R=Z(\gamma )Y(\beta )X(\alpha )}
إذا تم استخدام R في الضرب اللاحق post-multiply لمصفوفة الصف row vector. راجع الغموض في تعريف مصفوفات الدوران لمزيد من التفاصيل.

## العلاقة مع الحركات الفعلية

### الدورات المحلية
التدويرات المحلية Intrinsic rotations هي دورات أولية تحدث حول محاور نظام الإحداثيات المحلية XYZ ، والتي تغير اتجاهها بعد كل دوران أولي. يدور نظام XYZ ، بينما xyz ثابت. بدءًا من XYZ المتداخل مع xyz ، يمكن استخدام تركيبة من ثلاث دورات محلية للوصول إلى أي اتجاه مستهدف لـ XYZ . زوايا أويلر أو تايت-بريان (α ، β ، γ) هي مقدار هذه الدورات الأولية. على سبيل المثال، يمكن الوصول إلى الاتجاه المستهدف على النحو التالي:
- يدور نظام XYZ بمقدار α حول المحور Z (الذي يتزامن مع المحور z). يقع المحور X الآن على خط العقد.
- يدور نظام XYZ حول المحور الجديد X الذي تم تدويره الآن بمقدار β . أصبح المحور Z الآن في اتجاهه النهائي، ويظل المحور X على خط العقد.
- يدور نظام XYZ للمرة الثالثة حول المحور Z الجديد بمقدار γ .

يسمح لنا الترتيب المذكور أعلاه بتلخيص هذا على النحو التالي: الدورات الأولية الثلاثة لنظام XYZ تحدث حول z و x'و z″. في الواقع، غالبًا ما يُرمز إلى هذا التسلسل بـ "z-x'-z ″ . يتم تسمية مجموعات من محاور الدوران المرتبطة بزوايا أويلر وزوايا تايت-بريان بشكل شائع باستخدام هذا الترميز (انظر أعلاه للحصول على التفاصيل). في بعض الأحيان، ويطلق على نفس تسلسل ببساطة z-x-z, Z-X-Z, أو 3-1-3، ولكن هذه الرموز قد تكون غامضة لأنها قد تكون مماثلة لتلك المستخدمة لدورانات خارجية. في هذه الحالة، يصبح من الضروري تحديد ما إذا كانت التدويرات داخلية أم خارجية بشكل منفصل.
يمكن استخدام مصفوفات الدوران لتمثيل سلسلة من الدورات المحلية. على سبيل المثال،
{\displaystyle R=X(\alpha )Y(\beta )Z(\gamma )}
يمثل تكوينًا للدورات المحلية حول المحاور x-y'-z ″ ، إذا تم استخدامها للضرب المسبق pre-multiply مع مصفوفة العمود، بينما
{\displaystyle R=Z(\gamma )Y(\beta )X(\alpha )}
يمثل بالضبط نفس التركيب عند استخدامه للضرب اللاحق post-multiply مع مصفوفة الصف. راجع الغموض في تعريف مصفوفات التدوير لمزيد من التفاصيل.

### الدوران الخارجي
التدوير الخارجي Extrinsic rotations هو دورات أولية تحدث حول محاور نظام الإحداثيات الثابتة xyz . يدور نظام XYZ ، بينما يكون نظام xyz ثابتًا. بدءًا من وضع XYZ متداخلا مع xyz ، يمكن استخدام تركيبة من ثلاث دورات خارجية للوصول إلى أي اتجاه مستهدف لـ XYZ . زوايا أويلر أو تايت-بريان (α ، β ، γ) هي مقدار هذه الدورات الأولية. على سبيل المثال، يمكن الوصول إلى الاتجاه المستهدف على النحو التالي:
- يدور نظام XYZ حول المحور z بزاوية α . يقع المحور X الآن على زاوية α بالنسبة للمحور x.
- يدور نظام XYZ مرة أخرى حول المحور x بزاوية β . المحور Z الآن يصنع زاوية β مع المحور z.
- يدور نظام XYZ للمرة الثالثة حول المحور z بمقدار γ .

باختصار، تحدث الدورات الثلاث الأولية حول z و x و z . في الواقع، غالبًا ما يُشار إلى هذا التسلسل باسم zxz (أو 3-1-3). يتم تسمية مجموعات من محاور الدوران المرتبطة بزوايا أويلر وزوايا تايت-بريان بشكل شائع باستخدام هذا الترميز (انظر أعلاه للحصول على التفاصيل).
يمكن استخدام مصفوفات الدوران لتمثيل سلسلة من الدورانات الخارجية. على سبيل المثال،
{\displaystyle R=Z(\gamma )Y(\beta )X(\alpha )}
يمثل تكوينًا للدورانات الخارجية حول المحاور xyz ، إذا تم استخدامها للضرب السابق pre-multiply لمصفوفة العمود، بينما
{\displaystyle R=X(\alpha )Y(\beta )Z(\gamma )}
يمثل بالضبط نفس التركيب عند استخدامه للضرب اللاحق post-multiply لمصفوفة الصف. راجع الغموض في تعريف مصفوفات التدوير لمزيد من التفاصيل.

### التحويل بين الدورات المحلية والخارجية

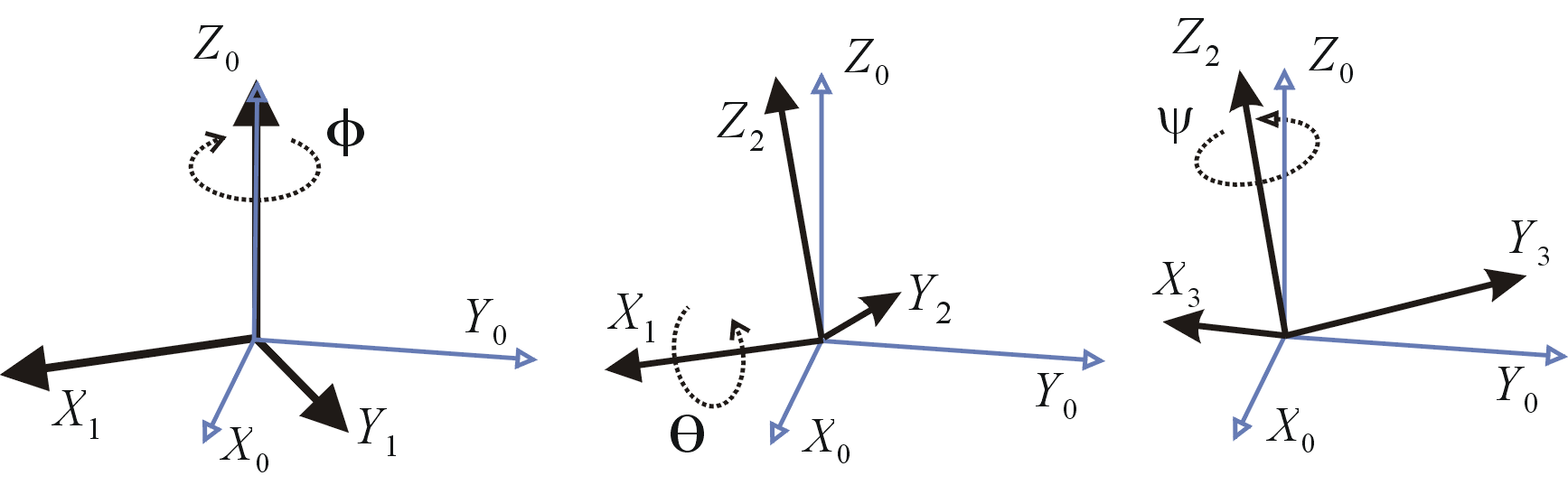
دوران يمثله زوايا أويلر (α ، β ، γ) = (60 درجة ، 30 درجة ، 45 درجة) ، باستخدام z-x'-z دوران محلي

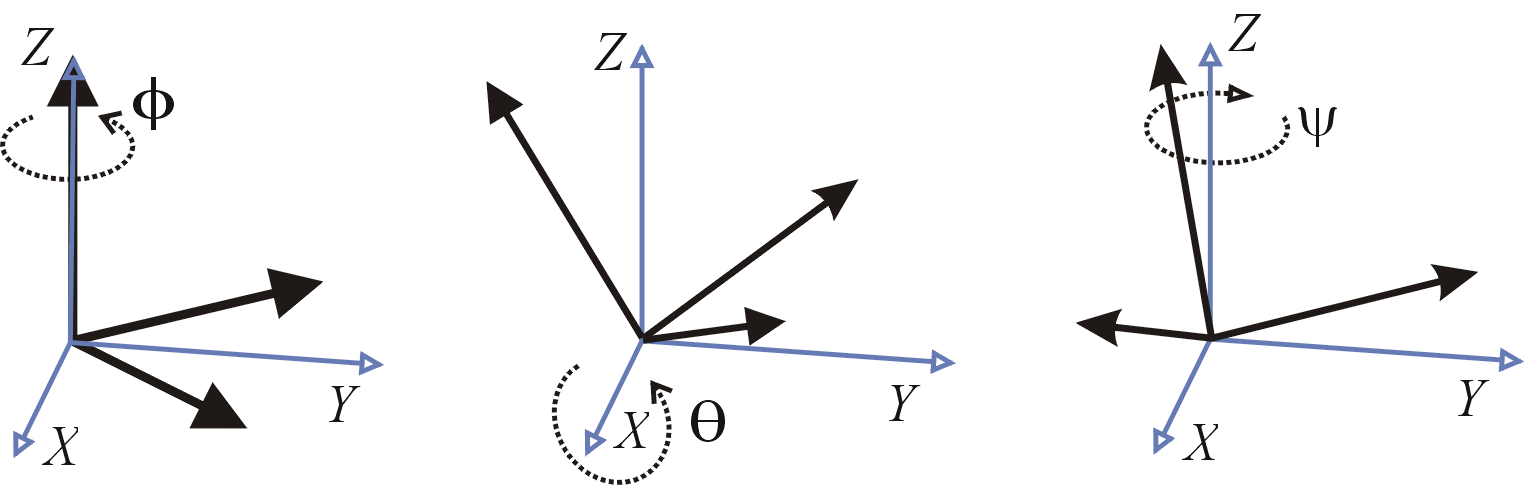
نفس الدوران الذي يمثله (γ ، β ، α) = (45 درجة ، 30 درجة ، 60 درجة) ، باستخدام دوران خارجي zxz

أي دوران خارجي يكافئ دورانًا محليًا بنفس الزوايا ولكن بترتيب معكوس للدورات الأولية والعكس صحيح. على سبيل المثال، الدورانات المحلية x-y’-z″ بزوايا α، β، γ تعادل الدورانات الخارجية ZYX بزوايا γ، β، α. يتم تمثيل كلاهما بواسطة مصفوفة
{\displaystyle R=X(\alpha )Y(\beta )Z(\gamma )}
إذا تم استخدام R في الضرب المسبق لمصفوفة العمود، وبواسطة مصفوفة
{\displaystyle R=Z(\gamma )Y(\beta )X(\alpha )}
إذا تم استخدام R في الضرب اللاحق لمصفوفة الصف . راجع الغموض في تعريف مصفوفات التدوير لمزيد من التفاصيل.

#### إثبات التحويل في حالة الضرب المسبق
يمكن الحصول على مصفوفة الدوران للدوران المحلي المتسلسل x-y'-z ″ من خلال دوران العناصر المحلية المتسلسلة من اليمين إلى اليسار:
{\displaystyle R=Z''Y'X.}
في هذه العملية هناك ثلاثة إطارات مرتبطة في تسلسل الدوران المحلي. دعنا نشير إلى الإطار 0 باعتباره الإطار الأولي، والإطار 1 بعد الدوران الأول حول المحور x ، والإطار 2 بعد الدوران الثاني حول المحور y’ ، والإطار 3 باعتباره الدوران الثالث حول المحور z″.
نظرًا لأنه يمكن تمثيل مصفوفة الدوران بين هذه الإطارات الثلاثة، فلنستخدم مؤشر الكتف الأيسر للإشارة إلى إطار التمثيل. يعني الترميز التالي مصفوفة الدوران التي تحول الإطار a إلى الإطار b والممثلة في الإطار c :
{\displaystyle {}^{c}\!R_{a\rightarrow b}.}
مصفوفة الدوران الأولية المحلي الممثلة في ذلك الإطار، حيث يحدث الدوران، لها نفس قيمة مصفوفة الدوران الأولية الخارجية المقابلة:
{\displaystyle {}^{0}\!R_{1\rightarrow 0}=X,\quad {}^{1}\!R_{2\rightarrow 1}=Y,\quad {}^{2}\!R_{3\rightarrow 2}=Z.}
يمكن التعبير عن مصفوفة الدوران الأولية المحلية Y' و Z″ الممثلة في الإطار 0 كأشكال أخرى:
{\displaystyle {\begin{aligned}Y'&={}^{0}\!R_{2\rightarrow 1}\\&={}^{0}\!R_{1\rightarrow 0}{}^{1}\!R_{2\rightarrow 1}{}^{0}\!R_{1\rightarrow 0}^{-1}\\&=XYX^{-1}\\[3pt]Z''&={}^{0}\!R_{3\rightarrow 2}\\&={}^{0}\!R_{1\rightarrow 0}{}^{1}\!R_{3\rightarrow 2}{}^{0}\!R_{1\rightarrow 0}^{-1}\\&=X\left({}^{1}\!R_{2\rightarrow 1}{}^{2}\!R_{3\rightarrow 2}{}^{1}\!R_{2\rightarrow 1}^{-1}\right)X^{-1}\\&=XYZY^{-1}X^{-1}\end{aligned}}}
يتم استبدال المعادلتين أعلاه بالمعادلة الأولى:
{\displaystyle {\begin{aligned}R&=Z''Y'X\\&=\left(XYZY^{-1}X^{-1}\right)\left(XYX^{-1}\right)X\\&=XYZY^{-1}\left(X^{-1}X\right)Y\left(X^{-1}X\right)\\&=XYZ\left(Y^{-1}Y\right)\\&=XYZ\end{aligned}}}
لذلك، فإن مصفوفة الدوران لتسلسل دوران أولي محلي هي نفس مصفوفة الدوران الأولي الخارجي بطريقة عكسية:
{\displaystyle R=Z''Y'X=XYZ.}